# IS-2
IS-2 (původně IS-122) byl sovětský těžký tank vyvinutý v roce 1943 a používaný během druhé světové války a po ní. Označení IS znamenalo Iosif Stalin.

## Vývoj
Současně se stavbou prototypu IS-1 byl zahájen další vývoj vedoucí k vyzbrojení tohoto tanku výkonnějším kanónem, který by umožňoval nejen nové těžké tanky nepřítele ničit, ale získat nad nimi převahu. Zvažovaly se zbraně ráže 100 a 122 mm, z důvodu snazší dostupnosti v dostatečném množství a lepšího účinku vůči opevněním byl nakonec zvolen kanon rážen 122 mm, který se při bitvě u Kurska ukázal být nejvhodnější dělostřeleckou zbraní pro ničení německých těžkých tanků na velkou vzdálenost. Prototyp byl úspěšně vyzkoušen v prosinci 1943 a ihned byla zahájena jeho sériová výroba.

## Konstrukce

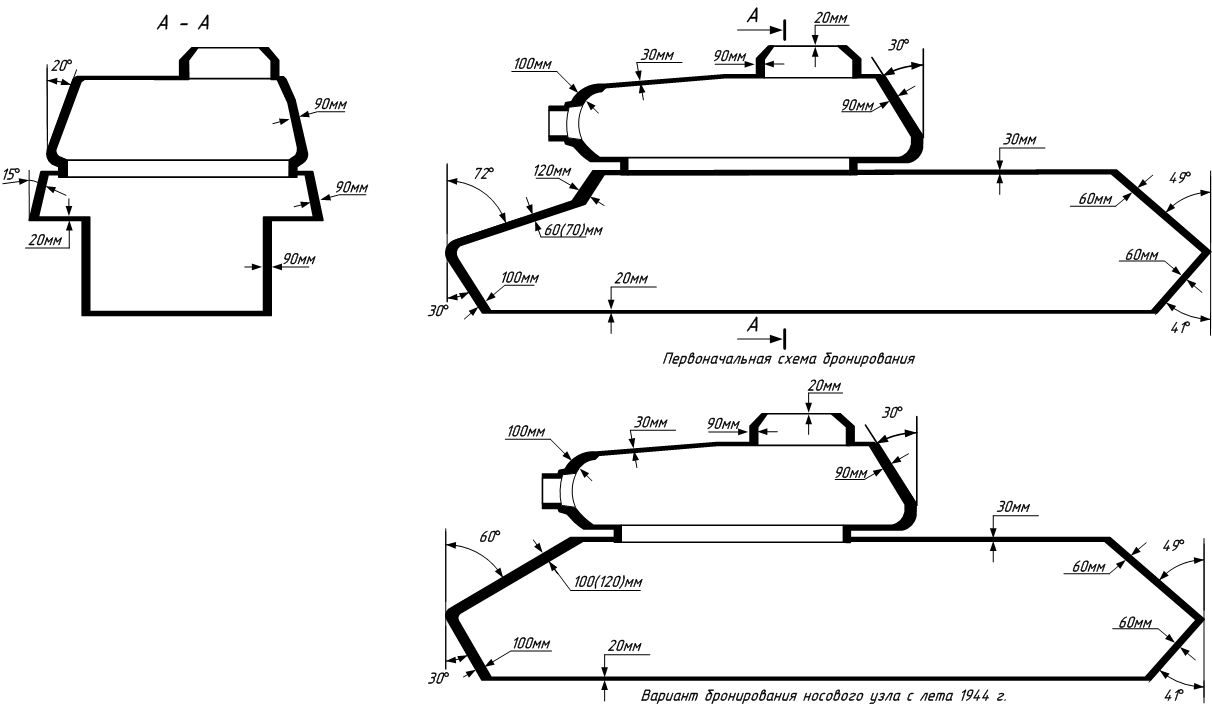
Schéma pancéřování tanku IS-2

Korba tanku IS-2 byla víceméně shodná s korbou tanku IS-1. V průběhu roku 1944 bylo přepracováno a zjednodušeno čelo korby, jehož svrchní část byla vyrobena z jediného kusu. Odklápěcí průzor u řidiče, který byl typický pro tank IS-1, byl nahrazen pevným průzorem, který byl chráněn návarkem, odklánějícím střely, které klouzaly po pancíři. Ačkoliv řidič musel do tanku nastupovat věží, měl pro případ nouzového opuštění tanku k dispozici únikový poklop v podlaze. Nad prostorem řidiče byly ve střeše korby uchyceny dva periskopy. K pohonu tanku sloužil vznětový motor V-2-IS o výkonu 600 HP.
Podvozek sestával na každé straně z napínacího kola vpředu, šesti dvojitých pojezdových kol, hnacího kola vzadu a třech napínacích kladek. Pojezdová kola s vnitřním tlumením byla odpružena torzními tyčemi. V přední části korby byla elektricky poháněná, odlévaná věž vejčitého tvaru. Ve věži byl lafetován kanón D-25T ráže 122 mm spolu se spřaženým kulometem. Další kulomet byl ve střílně na zadku věže. Hlaveň kanónu byla vybavena úsťovou brzdou. K zamíření sloužil teleskopický zaměřovač 10-T-17, ve věži byl instalován pozorovací periskop Mk. IV. Vezená zásoba munice činila pouhých 28 dělených granátů. Na obou stranách věže byly otvory, umožňující střelbu do stran z osobních zbraní osádky, které byly za normální situace ucpány kolíky. Na levé straně věže byla instalována kopule velitele, vybavená poklopem, který zajišťoval přístup osádky do tanku. Po pravé straně této kopule byl druhý, menší poklop, určený hlavně pro nakládání munice. U části tanků IS-2 byl na velitelské kupoli lafetován protiletadlový kulomet DŠK ráže 12,7 mm. Některé tanky byly v roce 1945 vybaveny představnými pancíři, chránícími boky věže před kumulativní municí, která po masivním zavedení pancéřových pěstí znamenala výrazné riziko pro sovětské tanky. Celkem bylo vyrobeno 3 483 kusů tanku IS-2.

## Bojové nasazení

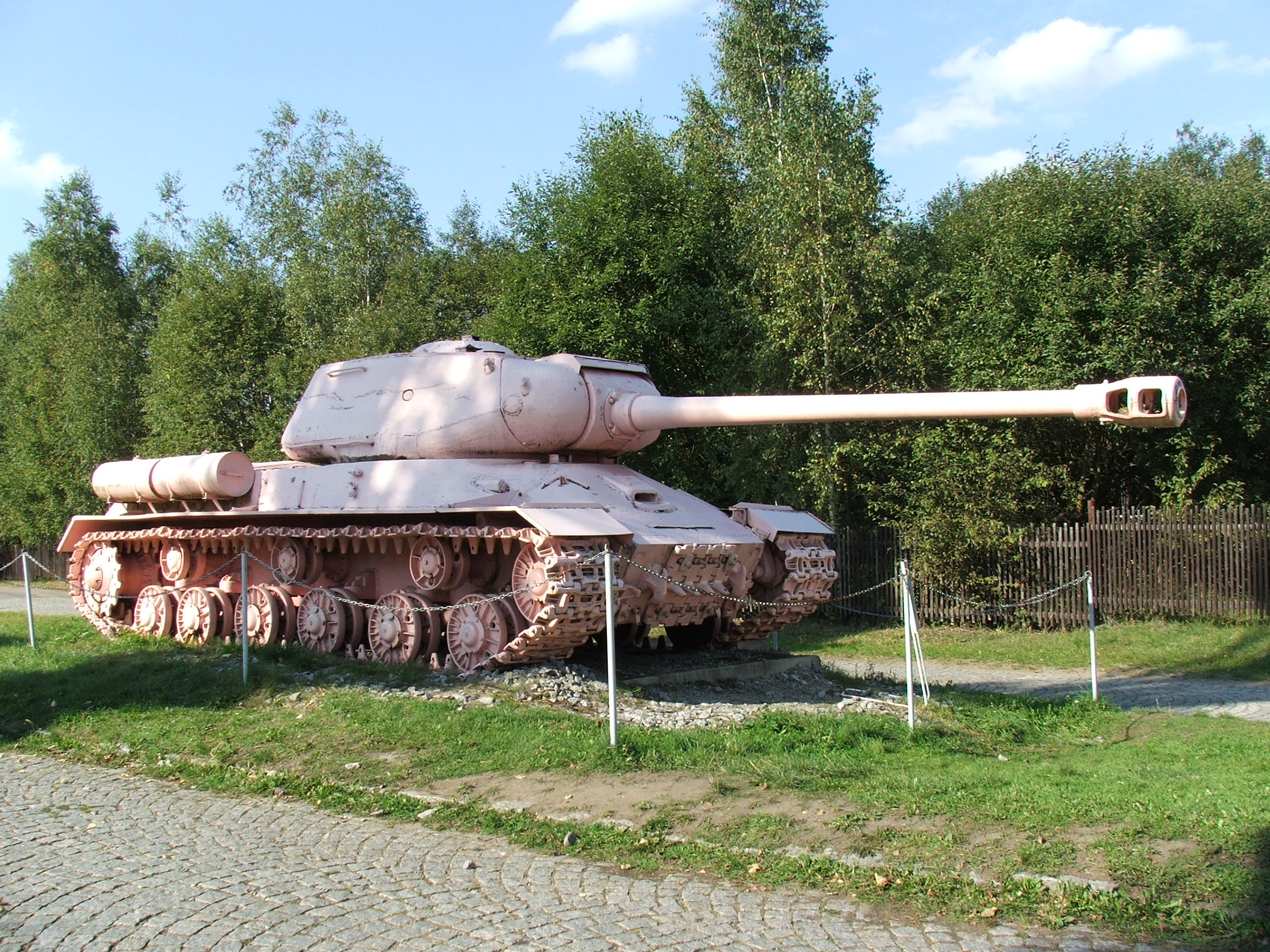
Růžový tank č. 23 od Davida Černého dnes v muzeu v Lešanech

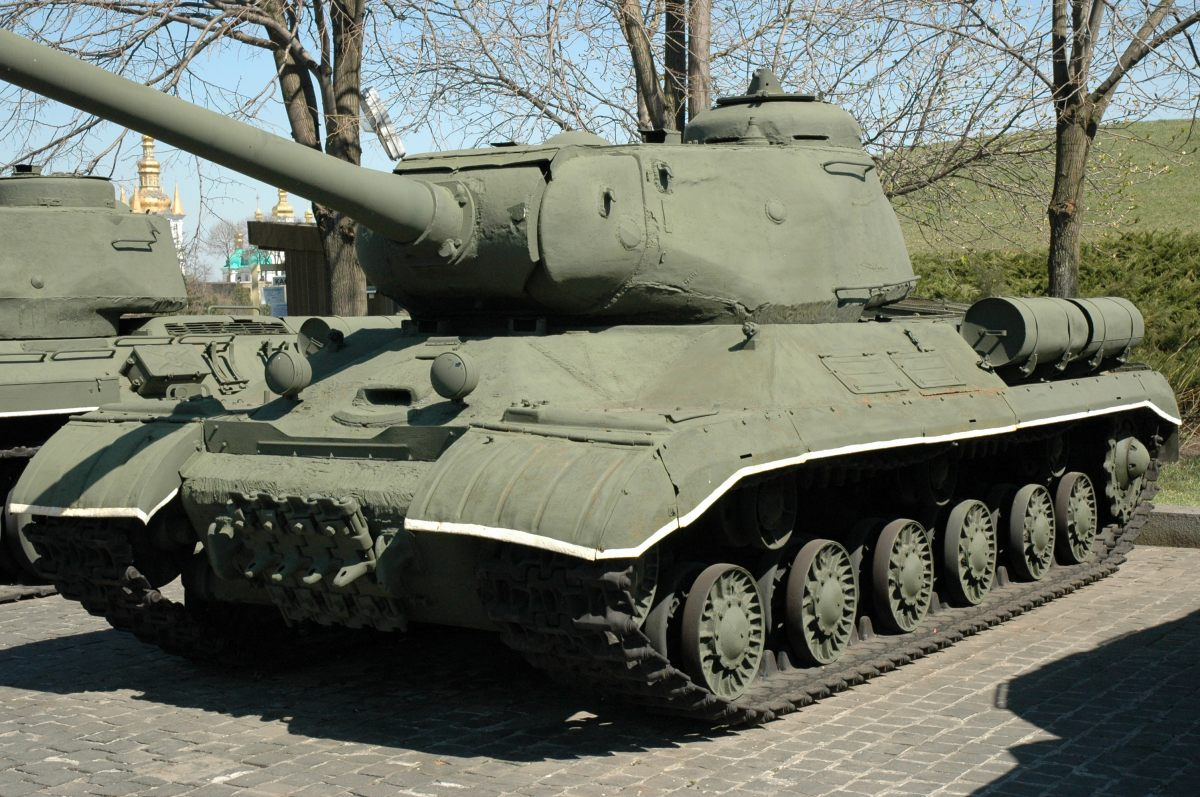
IS-2M

Tanky IS byly od počátku zařazovány pouze do samostatných gardových pluků těžkých tanků. Tyto pluky byly počátkem roku 1945 začleněny do samostatných tankových brigád. Tanky IS-2 byly velkým přínosem v boji s novou generací německých tanků, jelikož disponovaly silnou pasivní ochranou a na druhé straně velkou palebnou silou. Díky kanónu ráže 122 mm mohly zničit prakticky jakýkoliv nepřátelský tank, což obráceně neplatilo. Také díky proměnlivé kvalitě německých pancířů bylo obvyklé, že byl po zásahu z kanónu D-25T celý kus pancíře na místě odtržen. Spolu se vzrůstající kvalitou pancéřování tanků IS-2 se z nich stávala efektivní zbraň pro boj s tanky Tiger a Panther. IS-2 měl v počátečních stadiích problém s kvalitou pancéřování a s převodovkou, ovšem v průběhu výroby byly tyto nedostatky odstraněny. Tanky IS-2 byly poprvé použity při osvobozování Ukrajiny. Jejich snad nejslavnějším nasazením byl boj u Sandoměře, kde se střetly s nejnovějšími německými tanky Tiger II. Útočící německé tanky zde narazily na odpor dobře ukrytých tanků IS-2 a T-34/85. Jeden ze sovětských velitelů, gardový poručík V. A. Udalov, zničil se svým tankem IS-2 v jediném boji dva tanky Tiger II a další poškodil. Boje u Sandoměře ukázaly, že při správném použití jsou tanky IS-2 schopné ničit i ty nejnovější a nejsilnější tanky, jaké mohlo Německo nasadit. 
Několik tanků IS-2 obdržela v samém závěru války i 1. čs. tanková brigáda, avšak do bojů s nimi nezasáhla, pouze se s nimi účastnila přehlídky v Praze. Nejznámějším tankem IS-2, který byl nesprávně zaměňován za T-34, je růžový tank v muzeu v Lešanech, který stával na pomníku v Praze jako tank č. 23. Tanky IS-2 byly po válce modernizovány a vyvezeny do zemí spřátelených se Sovětským svazem (Kuba, Egypt, Severní Korea, Čína, atd).

## Verze
- IS-100:
  - Objekt 245 – prototyp vyzbrojený 100mm kanónem D-10T
  - Object 248 – prototyp vyzbrojený 100mm kanónem S-34
- IS-122 – první verze, 102 až 107 kusů, první verze kanónu D-25T se šroubovým závěrem, jeden ve sbírce VHÚ
- IS-2 (model 1943) – standardní sériová verze, nové vylepšení kanonu a silnější pancíř
- IS-2m (model 1944) – zmodernizovaná verze, nový protiletadlový kulomet DŠK 1938
- IS-2M – modernizace tanku IS-2m provedená v 50. letech